# グアニジノデオキシ-scyllo-イノシトール-4-ホスファターゼ
グアニジノデオキシ-scyllo-イノシトール-4-ホスファターゼ(Guanidinodeoxy-scyllo-inositol-4-phosphatase、EC 3.1.3.40)は、以下の化学反応を触媒する酵素である。
1-グアニジノ-1-デオキシ-scyllo-イノシトール-4-リン酸 + 水{\displaystyle \rightleftharpoons }1-グアニジノ-1-デオキシ-scyllo-イノシトール + リン酸
従って、この酵素の基質は1-グアニジノ-1-デオキシ-scyllo-イノシトール-4-リン酸と水の2つ、生成物は1-グアニジノ-1-デオキシ-scyllo-イノシトールとリン酸の2つである。
この酵素は加水分解酵素、特にリン酸モノエステル加水分解酵素に分類される。系統名は、1-グアニジノ-1-デオキシ-scyllo-イノシトール-4-リン酸 4-ホスホヒドロラーゼ(1-guanidino-1-deoxy-scyllo-inositol-4-phosphate 4-phosphohydrolase)である。他に1-guanidino-scyllo-inositol 4-phosphatase、1-guanidino-1-deoxy-scyllo-inositol-4-P phosphohydrolase等とも呼ばれる。